# Chris Crowe
Chris Crowe (11 tháng 6 năm 1939 – 30 tháng 4 năm 2003) là một cầu thủ bóng đá người Anh thi đấu ở vị trí tiền đạo tầm xa và outside right

## Sự nghiệp câu lạc bộ
Sinh ra ở Newcastle upon Tyne, Crowe thi đấu cho Leeds United, Blackburn Rovers, Wolverhampton Wanderers, Nottingham Forest, Bristol City, Walsall và Bath City.

## Sự nghiệp quốc tế
Crowe có 1 lần ra sân cho đội tuyển quốc gia Anh năm 1962.